# Pisa79

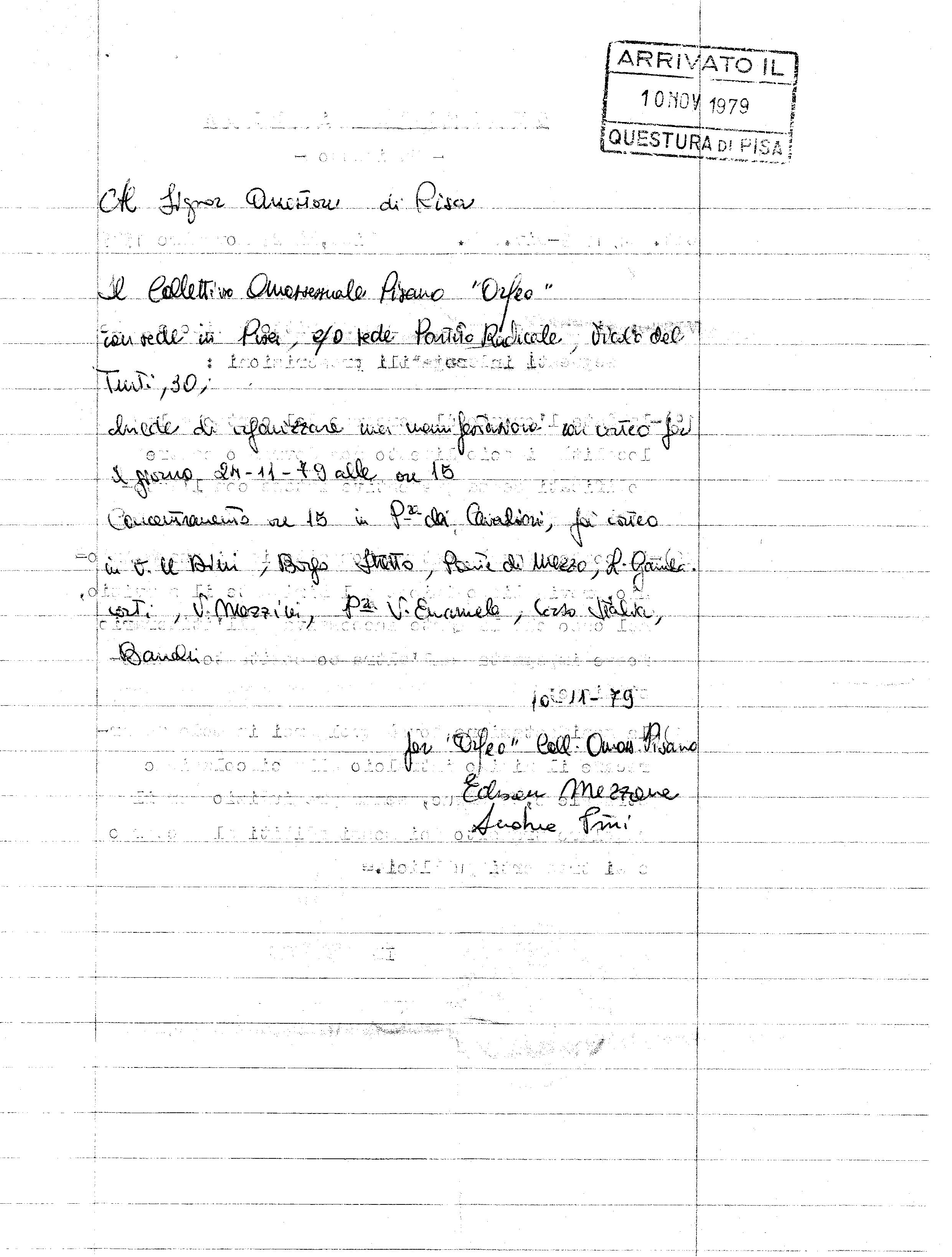
Domanda Questura Pisa79.

La Marcia contro la violenza sugli/sulle omosessuali, nota anche come Pisa79, è stata una manifestazione di protesta contro la violenza nei confronti delle persone LGBT, finalizzata a promuovere i loro diritti. È stata organizzata il 24 novembre 1979 dal Collettivo Omosessuale Orfeo, come reazione all'omicidio di un omosessuale a Livorno e al clima generale di violenza contro la comunità LGBT. È stata la prima manifestazione italiana di orgoglio omosessuale autorizzata da una questura e patrocinata da un Comune e viene quindi annoverata come il primo Gay Pride italiano.

## Il contesto
Nella notte tra domenica 20 e lunedì 21 maggio 1979 venne ucciso a colpi di pistola Dario Taddei uomo di 48 anni di Santa Croce sull'Arno. Il corpo, ritrovato in una pineta vicino a Livorno da un gruppo di ragazzi, fu riconosciuto dalla madre e dal fratello della vittima. Gli inquirenti, anche in base alle deposizioni, collegarono l'omicidio ad un delitto basato sull'orientamento sessuale dell'uomo.
Giovedì 26 luglio, sull'Unità, uscì un comunicato congiunto del Collettivo gay di Pisa e dell'Associazione Radicale Pisana nella quale si denunciava il protratto e sempre più forte clima di discriminazione, esclusione e violenza nei confronti della comunità omosessuale del territorio pisano. Nello stesso si rivendicava il diritto alla libera espressione di genere e orientamento sessuale e si chiedeva alle istituzioni di prendere una posizione chiara e concreta rispetto alla "questione Gay".
Alle ore 11 di giovedì 1º novembre 1979, nei locali dell'ex convento occupato in via del Colosseo 61 a Roma, si tenne una conferenza stampa che aprì il 2º Convegno Nazionale degli/delle Omosessuali. Ad aprirla fu Felix Cossolo, operaio Fiat e giornalista del giornale gay “Lambda”, illustrando gli obiettivi e il calendario degli eventi.
Il convegno prevedeva dibattiti, proiezioni cinematografiche, spettacoli teatrali, mostre fotografiche, audiovisivi, lettura di poesie, una giornata in omaggio a Pasolini e una marcia gay, senza la partecipazione di organizzazioni e partiti politici.
Nella medesima giornata del 1º novembre, a seguito della presentazione del convegno, venne aperto un dibattito relativo al documento presentato su Lambda, che riguardava la costruzione di un organo di stampa rappresentativo del movimento omosessuale. La discussione proseguì all'interno delle commissioni nei giorni successivi e si risolse in una mozione finale discussa nell'assemblea di domenica 4 novembre dove venne proposta la creazione di una struttura capillare di collettivi e la gestione di una pagina intitolata frocia sul quotidiano Lotta Continua
La marcia prevista per la domenica non venne autorizzata dalla questura e quindi la mobilitazione fu rimandata alla prevista manifestazione del 24 novembre a Pisa.

## La marcia del 24 novembre

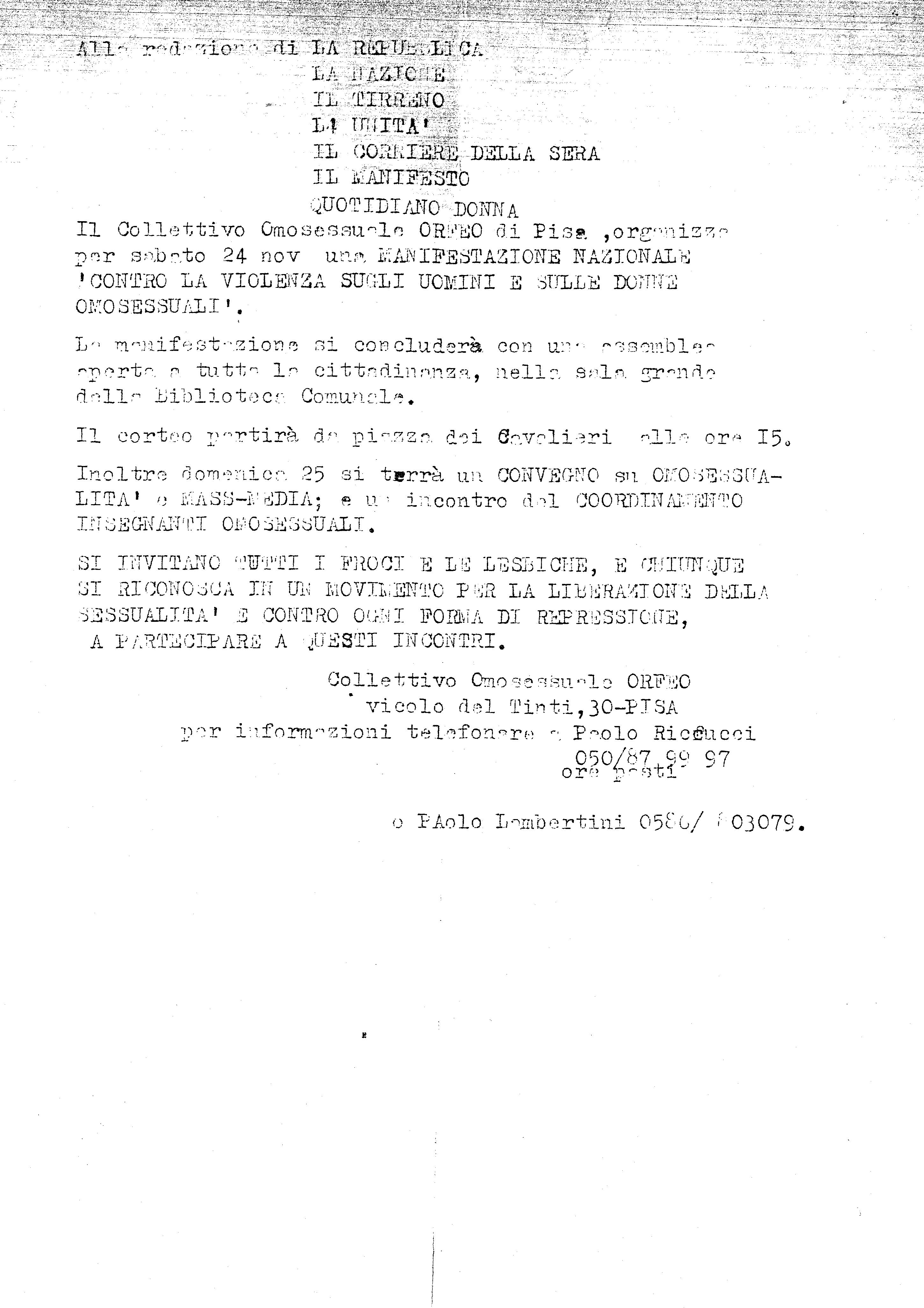
Comunicato stampa manifestazione Pisa79

A seguito dell'ennesima ondata di violenze nei confronti di persone omosessuali che si era verificata in Italia e in particolare all'omicidio di Dario Taddei, avvenuto nell'estate del 1979, il movimento per i diritti degli/delle omosessuali aveva pensato di organizzare a Pisa una manifestazione nazionale contro la violenza sugli uomini e sulle donne omosessuali. Era la prima manifestazione LGBT italiana ad essere autorizzata dalla questura e dal comune.
Il concentramento fu stabilito per le ore 15.00 di sabato 24 novembre in piazza dei Cavalieri e alle ore 16.00 un corteo di circa 500 persone si snodò per la città seguendo Via Ulisse Dini, Borgo Stretto, Ponte di Mezzo, Lungarno Gambacorti, Via Mazzini, Piazza Vittorio Emanuele, Corso Italia e si concluse in Via di Banchi.
La manifestazione venne accolta dalla cittadinanza in maniera per lo più positiva, anche se non mancarono isolati episodi di contestazione con lancio di acqua e cibo. Al termine della mobilitazione, ora 18.00, venne convocata una riunione conclusiva nella biblioteca comunale, ove si discusse dell'avvenimento e venne improvvisata, da Ciro Cascina, una rappresentazione teatrale.
Alle 21.30 si tenne una festa gay nella chiesa sconsacrata di San Bernardino in Via Pietro Gori.

## I convegni del 25 novembre
Alle ore 9.00, del giorno successivo, presso la sede di Democrazia Proletaria in via San Frediano 12, si tenne un congresso nazionale su “Movimento omosessuale e mass-media”.
Il convegno si pose in continuazione di quanto discusso nel II convegno nazionale di Roma sulla necessità di trovare un punto di accordo all'interno del movimento nella gestione dei rapporti con i mass-media. I risultati della tavola rotonda non furono però soddisfacenti e, non emergendo un punto di vista comune, la discussione venne demandata ai singoli collettivi.
Contemporaneamente si svolse il primo incontro del coordinamento degli/delle insegnanti omosessuali nel quale furono poste le basi per organizzare un successivo convegno nazionale nel quale raccogliere proposte di normative sull'informazione sessuale e la lotta contro le discriminazioni di orientamento sessuale all'interno delle scuole.

## Pisa, 30 anni dopo
In occasione del trentennale della manifestazione del 1979, il 10 novembre 2009, è stato creato il Comitato Pisa '79 (composto da Alessandro Chiti, Stefano Faralli (Arcigay Pisa), Enrico Giordani, Francesco Gnerre, Andrea Pini, Dario Ruisi (Arcigay Pisa), Valérie Taccarelli (Movimento Identità Transessuale Bologna), Daniele Zaino (Circolo “Mario Mieli” Roma), che si è fatto promotore di quattro giornate dedicate alla ricostruzione, promozione e divulgazione degli eventi del 24 e 25 novembre 1979.
Le iniziative previste sono state un convegno, una mostra, la pubblicazione di materiali su web e la produzione di un documentario.
Il convegno, ospitato dalla Biblioteca Comunale di Pisa sabato 28 novembre 2009, ha approfondito il contesto storico della manifestazione di Pisa del 1979 e il cammino percorso dalla comunità LGBT italiana a 30 anni di distanza da quella prima "discesa in piazza". Presenti tra gli speaker Gianni Rossi Barilli (giornalista, storico, direttore rivista PRIDE), Enrico Salvatori, Teche Rai (proiezione video), Nerina Milletti (giornalista, studiosa del movimento lesbico italiano), Francesco Gnerre (studioso di letteratura italiana, docente studi di genere Università di Roma “Tor Vergata), Andrea Pini (giornalista, collaboratore rivista PRIDE). Previsti anche gli interventi di Vittorio Lingiardi (docente di psicologia Università di Roma “La Sapienza”) e Stefano Rodotà (giurista, docente universitario) che sono poi stati cancellati per imprevisti dei relatori. Alla chiusura del convegno si è svolta inoltre una performance teatrale di Ciro Cascina.
La mostra, ospitata dalla Biblioteca Comunale di Pisa dal 25 al 28 novembre 2009, ha illustrato una cronologia degli eventi relativi ai diritti omosessuali a partire dagli anni '60 fino ad arrivare al 1982 (anno della "presa del Cassero") con particolare attenzione a immagini fotografiche, documenti e articoli giornalistici relativi alle giornate de 24 e 25 novembre 1979.
In occasione del trentennale è stata inoltre creata una piattaforma web in cui sono stati pubblicati i programmi delle giornate e una galleria fotografica relativa alla marcia del 1979.
Sempre in quell'occasione, il Comitato Pisa 79 ha prodotto il documentario Pisa 1979-2009. La prima marcia gay 30 anni dopo , distribuito dal 19 aprile 2010 e presentato al Torino GLBT Film Festival - Da Sodoma a Hollywood. Il documentario raccoglie le testimonianze di alcuni dei partecipanti alla manifestazione: Marilina Aschi, Ciro Cascina, Alessandro Chiti, Stefano D'Agnese, Giuseppe Fadda, Paolo Lambertini, Gigi Malaroda, Porpora Marcasciano, Sergio Pellegrini, Andrea Pini, Massimo Russo, Valerie Taccarelli.

### Ulteriori letture
- Andrea Pini, Quando eravamo froci: gli omosessuali nell'Italia di una volta, Milano, Il saggiatore, 2011, ISBN 978-88-428-1654-6.
- Gianni Calabrese, Froce altere a Pisa
- Gianni Rossi Barilli, Il movimento gay in Italia, Feltrinelli Editore 1999